# تاریخچه زمین‌سنجی
زمین‌سنجی (ژئودزی)، رشته علمی است که با اندازه گیری و نمایش زمین در ارتباط است. تاریخ زمین‌سنجی از دوران قبل از علم آغاز شد و در دوره عصر روشنگری شکوفا شد.

ایده های اولیه در مورد شکل زمین، زمین را تخت (زمین صاف) و آسمان را گنبدی بعنوان پوشش آن تصور می نمودند. دو استدلال اولیه برای زمین کروی این بود که گرفتگی های ماه به عنوان سایه های دایره ای دیده می شود که تنها می تواند توسط زمین کروی ایجاد شود و ستاره قطبی در سفر به جنوب، پایین تر دیده می شود.

## جهان یونانی
یونانیان باستان در گمانه زنی و تئوری خود، از دیسک صاف توسط هومر در مقابل شکل کروی مفروض فیثاغورث حمایت کردند. ایده فیثاغورث بعداً توسط ارسطو پشتیبانی شد. فیثاغورث ریاضیدان بود و به عالی ترین شکل یک کره رسیده بود. او تصریح کرد که خدایان یک شکل کامل را ایجاد می کنند و به همین جهت زمین به شکل کروی ساخته شده است. آناکسیمنس فیلسوف یونان باستان، قویا معتقد بود که زمین مستطیل شکل است.
از آنجایی که شکل کروی در دوران یونان بیشترین حمایت را داشت، تلاش برای تعیین اندازه آن ادامه داشت. ارسطو گزارش داد که ریاضیدانان محیط زمین (که کمی بیش از ۴۰،۰۰۰ کیلومتر است) را تا ۴۰۰،۰۰۰ استادیا (بین ۶۲،۸۰۰ و ۷۴،۰۰۰ کیلومتر یا بین ۴۶،۲۵۰ و ۳۹،۲۵۰ مایل) محاسبه نموده است، در حالی که ارشمیدس آن را بالای ۳،۰۰۰،۰۰۰ استادیا (۴۸۳،۰۰۰ km یا ۳۰۰،۰۰۰ مایل) با استفاده از استادیا یونانی که به طور کلی بین ۱۸۵ متر یا یک نهم مایل جغرافیایی است، اعلام کرد.

## جهان اسلامی
در حدود سال 830 میلادی، خلیفه مامون یک گروه از اخترشناسان را به رهبری خوارزمی برای اندازه گیری فاصله از تدمر (پالمیرا) تا رقه در سوریه کنونی، دور هم جمع کرد. آنها متوجه شدند که این شهرها با یک درجه عرض جغرافیایی از هم فاصله دارند و فاصله آنها ۶۶۲⁄۳ مایل است و بنابراین محیط زمین ۲۴۰۰۰ مایل محاسبه می شود. در برآوردی دیگر  ۵۶۲⁄۳ مایل عربی در هر درجه می باشد که مطابق است با ۱۱۱.۸ کیلومتر در هر درجه و محیط ۴۰،۲۴۸ کیلومتر، بسیار نزدیک به مقادیر کنونی ۱۱۱.۳ کیلومتر در هر درجه و محیط ۴۰.۰۶۸ کیلومتر.